# 新疆界計畫

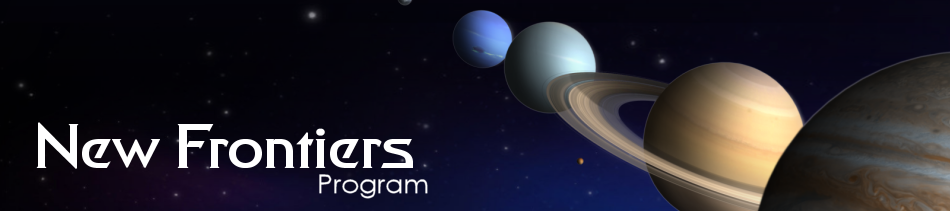
截至2016年1月新疆界计划网站标题。

新疆界计划（New Frontiers program）是美国宇航局正在执行的一系列太空探索任务，目的是加深人類对太阳系的了解，该类项目选择的是能够提供高科学回报的中级任务。
美国航天局鼓励国内外科学家为该项目提交任务建议，新疆界计划是建立在发现和探索者计划所采用的项目负责人主导制的创新方式上。它适用于无法在发现级限定的费用和时间内完成的中型任务，但没有旗舰任务那样大。
目前己实施的新疆界任务有三项，分别为：2006年发射并于2015年抵达冥王星的新视野号探测器；2011年发射，2016年进入木星轨道的朱诺号探测器以及2016年9月飞往贝努小行星，并在2018年至2021年进行详细研究，2023年取样返回地球的奥西里斯号探测器。
2019年6月27日，“蜻蜓号航天器”被选为新疆界计划的第四次任务，對土衛六進行詳細探測。

## 历史

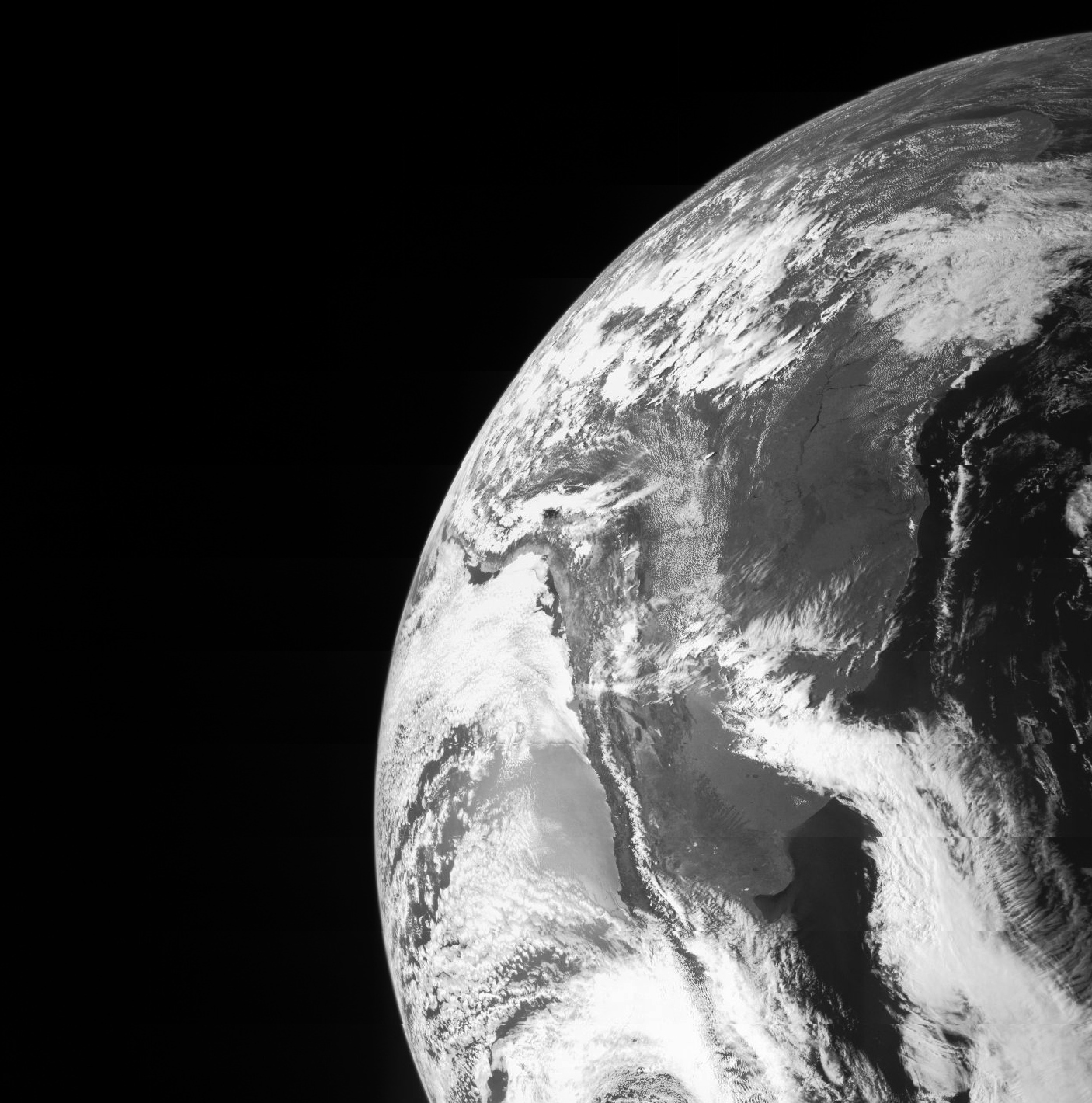
2013年10月，“朱诺号”探测器在飞掠木星途中拍摄的地球照片。

新疆界计划由美国宇航局制定和倡导，2002年和2003年获得国会批准。当时这项工作由两位长期在美国宇航局总部工作的科学副署长爱德华·韦勒（Edward Weile）和太阳系探索部主任柯林·哈特曼（Colleen Hartman）负责。在该计划获得正式批准和拨款之前，冥王星探索任务就已被选定，所以被称为“新视野号”的冥王星任务，也被算入新疆界计划中。
2003年，美国国家科学院的行星科学十年调查计划确定了一些目标，这些目标随后成为新疆界计划第一次竞选任务的目的地。哈特曼根据肯尼迪总统1960年的演讲选择了该项目的名称，他在演讲中说：“我们今天站在新疆域的前沿”。拟议任务概念的实例依据行星科学十年调查目标可分为两大类
- “太阳系内的新疆界：综合性探索战略”
  - 柯伊伯带冥王星探险器（新视野号）
  - 搭载有探测器的木星极地轨道器（朱诺号）
  - 金星实地探测器
  - 月球南极-艾托肯盆地取样返回任务
  - 彗星表面采样返回任务：彗星天体生物学探索取样返回（凯撒号）（另见类似的“奥西里斯号”，计划用于近地天体，而非彗星。）
- “2013-2022年十年行星科学愿景和航行”
  - 木卫一火山观测者
  - 月球地球物理网
  - 土星大气层内探测器
  - 特洛伊（小行星群）之旅和交会

## 执行中的任务

### 新视野号（新疆界任务1）
新视野号是一项前往冥王星的任务，于2006年1月19日发射。2007年2月在经木星一次重力助推后，继续向冥王星靠近。任务主要执行阶段是在2015年7月期间，随后探测器将瞄准一颗名为阿罗科特的柯伊伯带小天体，于2019年1月1日的飞过，曾与此任务一起考虑的另一项任务是“新视野二号”。

### 朱诺号（新疆界任务2）

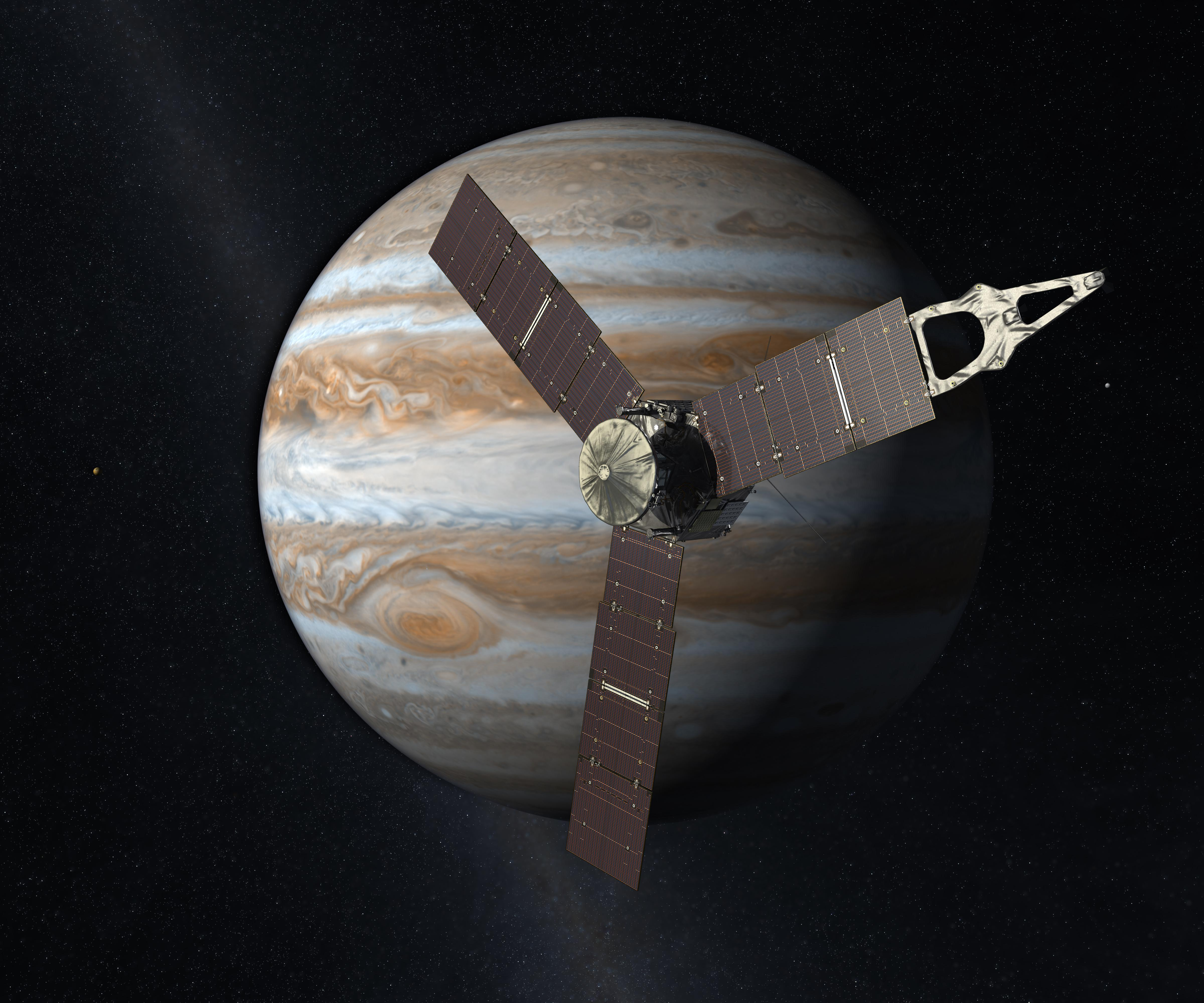
位于木星的朱诺号探测器想像图

朱诺号是2011年8月5日发射并于2016年7月抵达木星的一艘太空探测器，也是首艘探索外行星的太阳能航天器。为研究木星的磁场和内部结构，该探测器被发射到环木星的极轨上。美国宇航局发射的伽利略号探测器提供了大量有关木星高层大气层的知识，然而，对木星的进一步研究不仅可了解它的起源和太阳系性质，而且对巨型太阳系外行星的总体认识也至关重要。”朱诺号“探测器的木星调查旨在实现以下目标：
- 通过测定木星内核的质量和大小、引力和磁场以及内部对流，了解木星的总体动力和结构特性；
- 测量木星大气层成分，尤其是水、氨、甲烷和硫化氢等可凝结气体的丰度；木星大气层温度和风速剖面结构；进入不透明度云层的深度比“伽利略”探测器更大，目标是在多个纬度上抵达到100巴的深度；
- 调查和描述木星极地磁层的三维结构。

### 奥西里斯号（新疆界任务3）

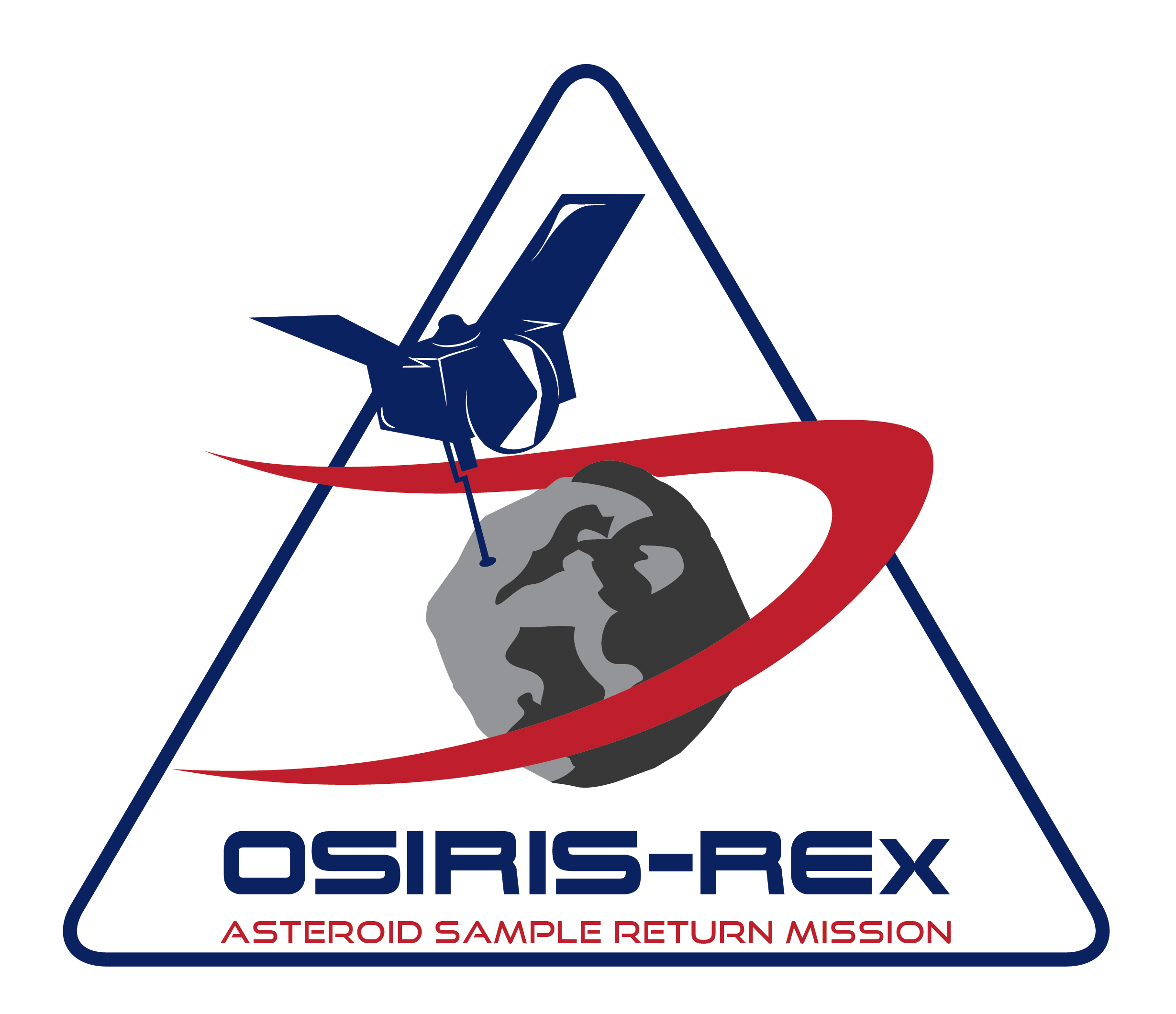
任务徽标

“奥西里斯”代表“起源、光谱解释、资源识别、安全、风化层探索者”，于2016年9月8日发射。这项任务计划是在2020年之前环绕一颗小行星运行，当时命名为“1999 RQ36”（现称为贝努小行星）。在经大范围测量后，探测器将从小行星表面采集样本，并于2023年返回地球。除运载火箭外，这次飞行任务预计约耗资8亿美元。取回的样本将有助于科学家回答长期来有关太阳系形成及生命起源所需的复杂有机分子来源的问题。
贝努小行星是一颗未来可能会撞击地球的天体，已被列入哨兵风险表，在巴勒莫撞击危险指数中排名第三高（约2015年）。在21世纪末，它撞击地球的累计概率约为0.07%，因此需要测量该小行星的组成成分和雅可夫斯基效应

## 计划的任务

### 蜻蜓号（新疆界任务4）

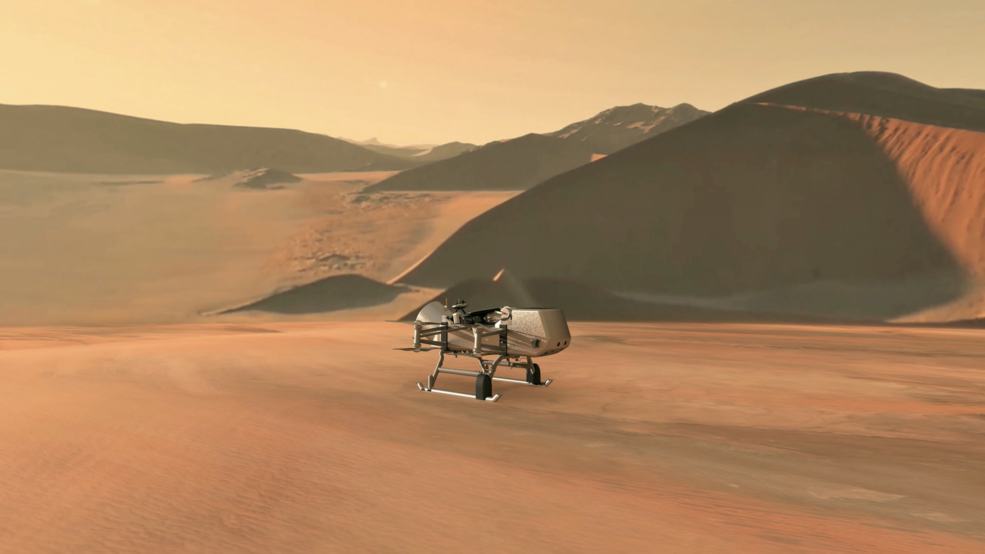
蜻蜓号登陆土卫六想像图

蜻蜓號将向土星最大的卫星泰坦发射一架可移动的自动旋翼航空器，并利用”多任务放射性同位素热电发电机“（MMRTG）提供动力在土卫六大气层中飞行，开发成本上限约为10亿美元。 截至2020年9月，“蜻蜓号”计划于2027年发射。

#### 选择过程
第四次任务选拨于2017年1月开始，根据行星十年调查的建议，美国宇航局宣布的机会仅限于六项任务主题：
1. 彗星表面取样返回-一架彗核着陆器和取样返回任务
2. 月球南极取样返回-在月球南极-艾托肯盆地着陆并将样本带回地球的任务
3. 海洋世界（土卫六和/或土卫二）
4. 土星探测-大气层探测器
5. 特洛伊之旅和交会-一次飞行任务探测两颗或更多颗木星特洛伊小行星
6. 金星着陆器

当时美国航天局已收到并审查了12项提案：
彗星表面取样
- 彗核尘埃和有机物取样 （CONDOR）, 从67P/丘留莫夫–格拉西缅科彗星取回样本[15][16]
- 彗星会合、采样、调查和返回 （CORSAIR）将采集88P/霍威尔彗星样本[15][17]
- 彗星天体生物探索取样 （CAESAR）到67P/丘留莫夫–格拉西缅科彗星取样

月球南极取样
- 月升号，探索南极-艾托肯盆地的月球取样返回任务

海洋世界
- 俄刻阿诺斯号，一艘调查土卫六宜居可能性的轨道飞行器[18]。
- 蜻蜓号，一架旋翼机，可飞翔在土卫六陆地和海洋上空以研究生命起源前的化学物质[9][19]。
- 土卫二生命探测器 （ELF）一艘探索土卫二天体生物的轨道飞行器 [20][21][22]。
- 土卫二生命特征与可居住探测 （ELSAH）[15][23]

土星探测
- 土星内部探究和大气层探测器 （SPRITE），一艘研究土星大气层及成分的探测器[24]。

特洛伊小行星之旅和交会
- 无

金星着陆器
- 金星实地大气层和地球化学勘探者 （VISAGE），一艘金星大气层探测器和着陆器[25]。
- 金星实地成分研究 （VICI）[15][26]。
- 金星起源探测器 （VOX）,[27]是一艘金星轨道飞行器。

在12项初步提案中，美国宇航局于2017年12月20日选择了包括“蜻蜓号”在内的其中两项提案进行额外的概念研究。
两项入围的提案彗星天体生物探索取样和“蜻蜓號”，在2018年底前各获得400万美元资金，以进一步开发和完善他们的方案设想。2019年6月27日，美国宇航局宣布选择蜻蜓号作为第4号新疆界任务，并于2026年发射，后来推迟到2027年。

### 新疆界任务5
行星科学十年调查建议每十年选择两项新疆界任务，2018年在对2013-2022年十年调查的中期审查中发现，美国宇航局在这一节奏上落后了，并建议最迟在2021年12月发布《新边疆5号招标公告》。科学任务理事会副署长托马斯·祖布钦（Thomas Zurbuchen）对中期审查建议作出了积极回应，表示美国宇航局将“致力于每十年举办两次新疆界项目竞赛”，目前计划在2021年或2022年发布招标公告，虽然中期审查估计最晚发布日期为2023年。
除了先前的建议外，十年调查还为第五次新疆界任务推荐了木卫一观测者和月球地球物理网提案。
截至2020年1月，美国宇航局计划在2022年底发布新疆界5号招标公告。